# Gingipaïne
Les gingipaïnes sont une famille de protéases sécrétées par Porphyromonas gingivalis. 
Entre autres fonctions, il agit à dégrader les cytokines, régulant ainsi la réponse de l'hôte sous la forme d'une inflammation réduite.La gingipaïne a été étudiée pour son rôle potentiel dans le développement de la maladie d'Alzheimer.
Dans une expérience sur des souris, P. gingivalis a été détectée dans l'hippocampe des souris malades, c'est une structure cérébrale impliquée dans la mémorisation et touchée précocement dans la maladie d'Alzheimer.